# Taekwondo aux Jeux olympiques d'été de 2024
Navigation
 2000 •
 2004 •
 2008 •
 2012 •
 2016 •
 2020 •
2024
Tokyo 2020 Los Angeles 2028
Les épreuves de taekwondo aux Jeux olympiques d'été de 2024 se déroulent au Grand Palais de Paris, en France, du 7 au 10 août 2024. Il s'agit de la 7e apparition du taekwondo aux Jeux olympiques.

## Lieu de la compétition
Le Grand Palais est un monument parisien situé en bordure des Champs-Élysées, ouvert en 1900.
Outre le taekwondo, il accueillera également les épreuves d'escrime et celles de taekwondo et d'escrime des Jeux paralympiques.

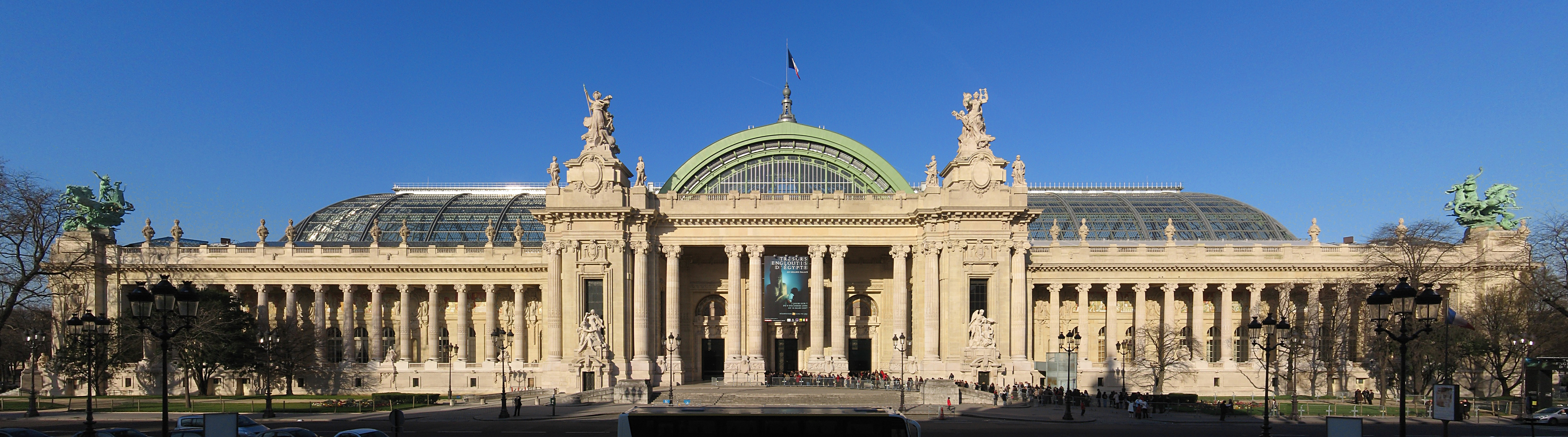
Façade principale conçue par Henri Deglane.

## Qualifications
Il y a en principe 16 combattants par catégorie mais ce nombre peut être supérieur en raison de la sélection d'athlètes de l'équipe olympique des réfugiés.
Chaque Comité national olympique (CNO) peut envoyer au maximum 8 athlètes, un par catégorie.

## Calendrier
| Épreuve ↓ / Date → | Épreuve ↓ / Date → | Me 7 | Me 7 | Me 7 | Me 7 | Me 7 | Me 7 | Je 8 | Je 8 | Je 8 | Je 8 | Je 8 | Je 8 | Ve 9 | Ve 9 | Ve 9 | Ve 9 | Ve 9 | Ve 9 | Sa 10 | Sa 10 | Sa 10 | Sa 10 | Sa 10 | Sa 10 |
| Épreuve ↓ / Date → | Épreuve ↓ / Date → | M    | M    | A    | A    | S    | S    | M    | M    | A    | A    | S    | S    | M    | M    | A    | A    | S    | S    | M     | M     | A     | A     | S     | S     |
| ------------------ | ------------------ | ---- | ---- | ---- | ---- | ---- | ---- | ---- | ---- | ---- | ---- | ---- | ---- | ---- | ---- | ---- | ---- | ---- | ---- | ----- | ----- | ----- | ----- | ----- | ----- |
| Hommes             | Moins de 58 kg     | Q    | Q    | ¼    | ½    | R    | F    |      |      |      |      |      |      |      |      |      |      |      |      |       |       |       |       |       |       |
| Hommes             | Moins de 68 kg     |      |      |      |      |      |      | Q    | Q    | ¼    | ½    | R    | F    |      |      |      |      |      |      |       |       |       |       |       |       |
| Hommes             | Moins de 80 kg     |      |      |      |      |      |      |      |      |      |      |      |      | Q    | Q    | ¼    | ½    | R    | F    |       |       |       |       |       |       |
| Hommes             | Plus de 80 kg      |      |      |      |      |      |      |      |      |      |      |      |      |      |      |      |      |      |      | Q     | Q     | ¼     | ½     | R     | F     |
| Femmes             | Moins de 49 kg     | Q    | Q    | ¼    | ½    | R    | F    |      |      |      |      |      |      |      |      |      |      |      |      |       |       |       |       |       |       |
| Femmes             | Moins de 57 kg     |      |      |      |      |      |      | Q    | Q    | ¼    | ½    | R    | F    |      |      |      |      |      |      |       |       |       |       |       |       |
| Femmes             | Moins de 67 kg     |      |      |      |      |      |      |      |      |      |      |      |      | Q    | Q    | ¼    | ½    | R    | F    |       |       |       |       |       |       |
| Femmes             | Plus de 67 kg      |      |      |      |      |      |      |      |      |      |      |      |      |      |      |      |      |      |      | Q     | Q     | ¼     | ½     | R     | F     |

| - Q : qualifications - ¼ : quarts de finale - ½ : demi-finales - R : repêchages - F : finales (combats pour les médailles) - M : Session le matin, de 9h à 12h30 - A : Session l'après-midi, de 14h30 à 17h30 - S : Session en soirée, de 19h30 à 23h |

## Médaillés
| Épreuve        | Or                           | Argent                   | Bronze                                           |
| -------------- | ---------------------------- | ------------------------ | ------------------------------------------------ |
| Hommes         |                              |                          |                                                  |
| Moins de 58 kg | Park Tae-joon (KOR)          | Gashim Magomedov (AZE)   | Cyrian Ravet (FRA) Mohamed Khalil Jendoubi (TUN) |
| Moins de 68 kg | Ulugbek Rashitov (UZB)       | Zaid Kareem (JOR)        | Liang Yushuai (CHN) Edival Pontes (BRA)          |
| Moins de 80 kg | Firas Katoussi (TUN)         | Mehran Barkhordari (IRI) | Simone Alessio (ITA) Edi Hrnic (DEN)             |
| Plus de 80 kg  | Arian Salimi (IRI)           | Caden Cunningham (GBR)   | Rafael Alba Castillo (CUB) Cheick Cissé (CIV)    |
| Femmes         |                              |                          |                                                  |
| Moins de 49 kg | Panipak Wongpattanakit (THA) | Guo Qing (CHN)           | Mobina Nematzadeh (IRI) Lena Stojković (CRO)     |
| Moins de 57 kg | Kim Yu-jin (KOR)             | Nahid Kiani (IRI)        | Skylar Park (CAN) Kimia Alizadeh (BUL)           |
| Moins de 67 kg | Viviana Márton (HUN)         | Aleksandra Perišić (SRB) | Kristina Teachout (USA) Sarah Chaâri (BEL)       |
| Plus de 67 kg  | Althéa Laurin (FRA)          | Svetlana Osipova (UZB)   | Lee Da-bin (KOR) Nafia Kuş (TUR)                 |

## Tableau des médailles
- Pays organisateur (France)

| Rang  | Nation          | Or | Argent | Bronze | Total |
| ----- | --------------- | -- | ------ | ------ | ----- |
| 1     | Corée du Sud    | 2  | 0      | 1      | 3     |
| 2     | Iran            | 1  | 2      | 1      | 4     |
| 3     | Ouzbékistan     | 1  | 1      | 0      | 2     |
| 4     | France          | 1  | 0      | 1      | 2     |
| 4     | Tunisie         | 1  | 0      | 1      | 2     |
| 6     | Thaïlande       | 1  | 0      | 0      | 1     |
| 6     | Hongrie         | 1  | 0      | 0      | 1     |
| 8     | Chine           | 0  | 1      | 1      | 2     |
| 9     | Azerbaïdjan     | 0  | 1      | 0      | 1     |
| 9     | Jordanie        | 0  | 1      | 0      | 1     |
| 9     | Grande-Bretagne | 0  | 1      | 0      | 1     |
| 9     | Serbie          | 0  | 1      | 0      | 1     |
| 13    | Brésil          | 0  | 0      | 1      | 1     |
| 13    | Italie          | 0  | 0      | 1      | 1     |
| 13    | Danemark        | 0  | 0      | 1      | 1     |
| 13    | Cuba            | 0  | 0      | 1      | 1     |
| 13    | Côte d'Ivoire   | 0  | 0      | 1      | 1     |
| 13    | Croatie         | 0  | 0      | 1      | 1     |
| 13    | Canada          | 0  | 0      | 1      | 1     |
| 13    | Bulgarie        | 0  | 0      | 1      | 1     |
| 13    | États-Unis      | 0  | 0      | 1      | 1     |
| 13    | Belgique        | 0  | 0      | 1      | 1     |
| 13    | Turquie         | 0  | 0      | 1      | 1     |
| Total | Total           | 8  | 8      | 16     | 32    |